# Kostel svatého Antonína Paduánského (Brumovice)
Kostel svatého Antonína Paduánského je římskokatolický chrám v obci Brumovice v okrese Břeclav. Je chráněn jako kulturní památka České republiky.
Kostel s farou je v obci výslovně připomínán k roku 1478. Není jisté, zda byl v té době katolický, ale protože obvykle poddaní následovali ve víře svou vrchnost, lze předpokládat. Až Jan z Lipé, jenž se ujal vlády nad panstvím v roce 1541, se přidal k bratrské církvi. V průběhu 16. století se v Brumovicích usadili příslušníci jednoty bratrské a Čeněk z Lipé jim daroval místo pod kostelem ke zřízení sboru, vysvěceného v roce 1581. Po bělohorské bitvě došlo v zemi k rekatolizaci, v Brumovicích však neměli vlastního katolického kněze, kostel v roce 1637 vyhořel, a tak byli přifařeni ke Kobylí.
Marie Antonie z Lichtenštejna zde nechala roku 1716 vystavět kapli sv. Antonína Paduánského, jež byla v roce 1784 zvětšena na kostel. Za úprav roku 1798 byla původně plochostropá loď zaklenuta, v letech 1901 až 1903 byla loď zvětšena o novobarokní vstupní útvar s věží, současně bylo upraveno členění fasád, přestavěna sakristie s oratoří a vestavěna hudební kruchta.
Jedná se o jednolodní stavbu s odsazeným kněžištěm čtvercového půdorysu, k jehož jižní zdi přiléhá čtyřboká sakristie. Fasády člení vpadlé výplně, v nichž jsou prolomena okna s půlkruhovým záklenkem. Vstup do kostela je křížově zaklenutým podvěžím. Sakristie a oratoř jsou plochostropé. zařízení je jednotné historicky romantického charakteru ze 70. let 19. století.
Je to farní kostel farnosti Brumovice na Moravě.

## Galerie

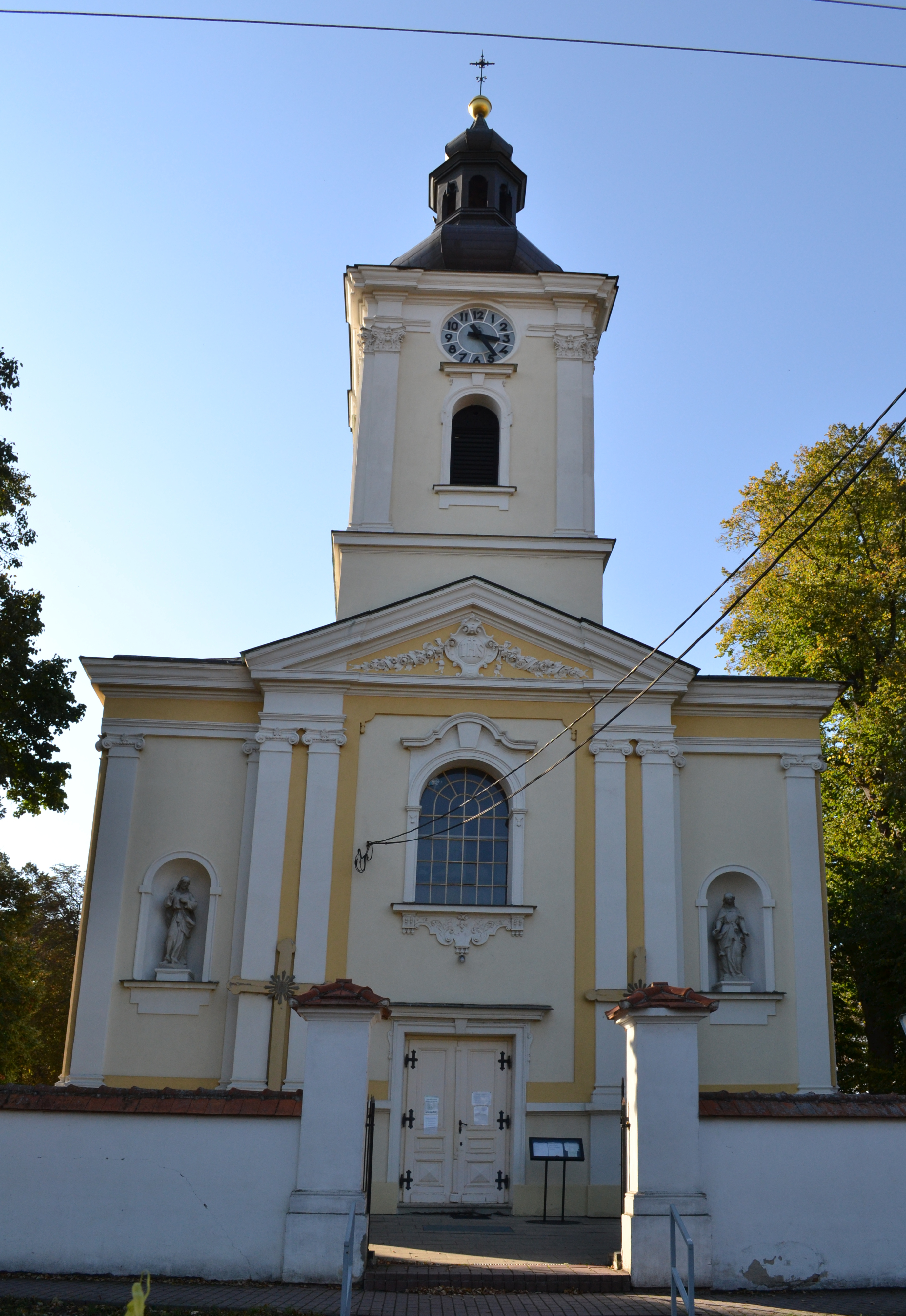
vstupní útvar s věží
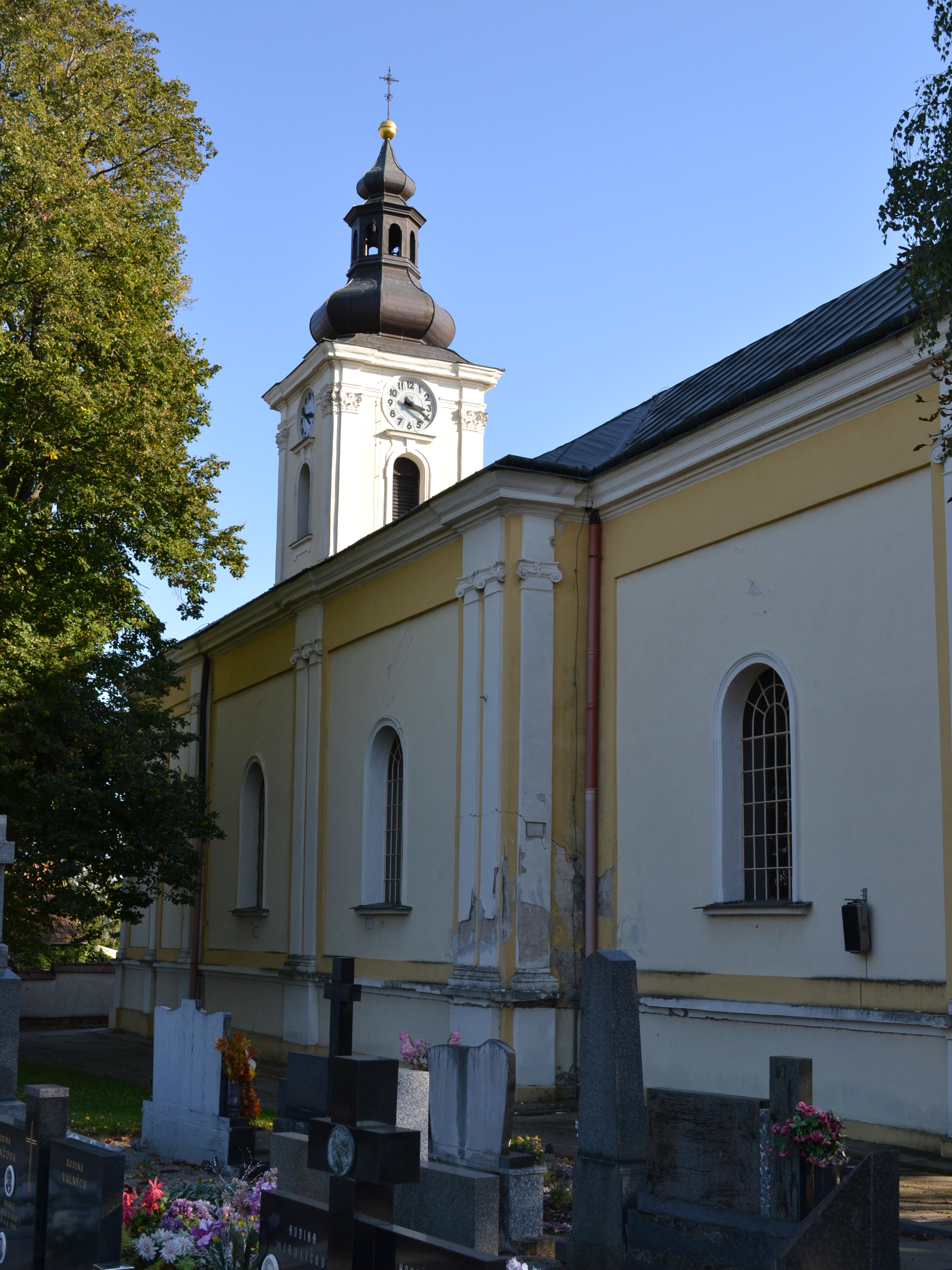
severní strana